# Między Wrocławiem a Zieloną Górą
Między Wrocławiem a Zieloną Górą (Entre Wrocław i Zieloną Górą) és un curtmetratge documental polonès dirigit l'any 1972 per Krzysztof Kieślowski..

## Argument
Pel·lícula per encàrrec sobre la mina de coure Lyubin.